# Trofeo

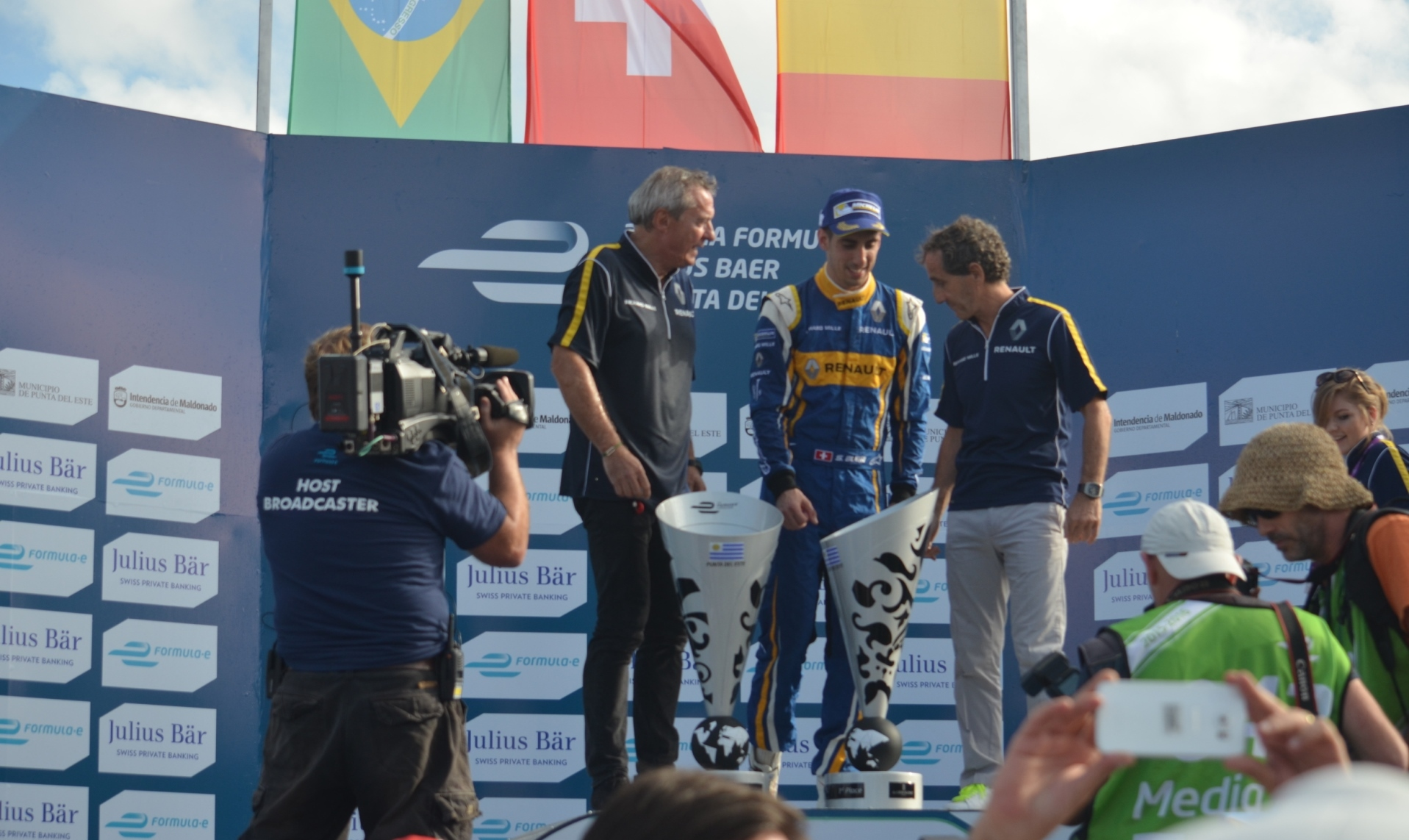
Sébastien Buemi, posando con su trofeo, luego de ganar el Punta del Este ePrix de 2015 de la Fórmula E.

Un trofeo es una recompensa por una tarea específica y usualmente después sirve como prueba de esta acción. Mayoritariamente los trofeos son copas entregadas como premiación en eventos deportivos, y pueden venir acompañadas de medallas de oro, de plata y de bronce.

## Materiales
El trofeo está hecho principalmente de resina, resina epoxi para ser precisos, su material permite moldearlo en la forma deseada, y también se puede decorar con pintura y acabados.
Se puede encontrar trofeos únicamente de resina epoxi, peana incluida, o trofeos de resina con la peana de madera o mármol

## Tipos de trofeo
Si bien comúnmente se utiliza los términos trofeo y copa como sinónimos, en realidad poseen algunas diferencias. En síntesis, ambos objetos tienen la misma funcionalidad (entregarse como recompensa a un logro o esfuerzo), pero su formato es diferente.

Por lo general, se entiende por copas a aquellos reconocimientos entregados mayoritariamente en un ámbito deportivo o recreativo, que poseen un estilo más conservador y clásico. Por otra parte, los trofeos tienen más variantes en cuanto a su diseño, habiéndolos para disciplinas deportivas o no tan diferentes como el fútbol, baloncesto, tenis o automovilismo, hasta el ajedrez, pádel, artes marciales, baile, torneos de cartas o certámenes de baile. también se incluyen en lo que es la caza y pesca deportiva, ya sea como copas y trofeos entregados en torneos, suelen en el sentido tradicional animales disecados, cabezas tratándose de caza mayor y cuerpos en caza menor y pesca 

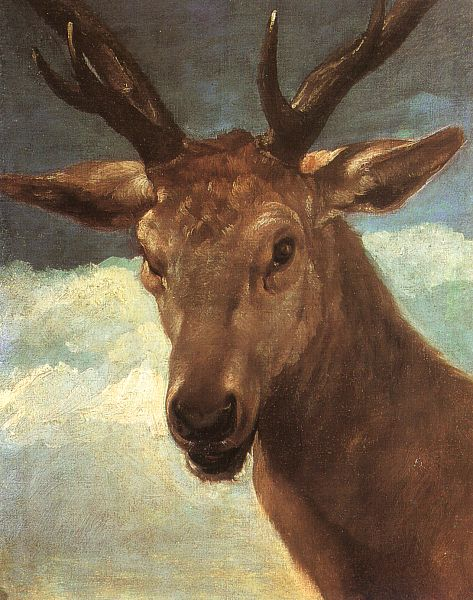
suele ser naturalizada por los cazadores como trofeo después de una jornada de cacería

## En el deporte

### Fútbol
Los trofeos del mundo más famosos que estarán aquí son:
- Trofeo de la Copa Mundial de Fútbol: Este trofeo se otorga al campeón del mundo después de ganar la final del torneo más importante del mundo. Hay dos tipos de trofeos de este torneo: el Trofeo Jules Rimet, que se entregaba al campeón del dicho torneo en la Copa Mundial de Fútbol de 1930 hasta la Copa Mundial de Fútbol de 1970, que fue otorgado a Brasil por conseguir su tercer campeonato. Y el trofeo de la copa mundial que es entregada desde la Copa Mundial de Fútbol de 1974 hasta hoy.

- Trofeo de la Copa Confederaciones: Trofeo otorgado al campeón de las confederaciones desde 1992 hasta 2017.
- Trofeo de la Copa Libertadores: Este trofeo se otorga al club campeón de la Copa Libertadores de América desde 1960.
- Trofeo de la Copa de Europa: Es otorgada al club campeón de la Copa de Europa (antes de 1992-93) y de la Liga de Campeones de la UEFA (desde 1992-93). Este trofeo es conocido coloquialmente como " La orejona ", por la forma de sus prominentes asas.
- FA Cup: Es otorgada a los ganadores de este torneo de fútbol inglés. Dentro del país es conocido como The Football Association Challenge Cup. Fue inaugurada en 1871 y eso lo convierte en el torneo de clubes más antiguo del mundo.
- Copa Mundial de Clubes de la FIFA: Es el torneo de clubes más importante del mundo desde la primera edición, se ha entregado al campeón de cada edición desde 2000

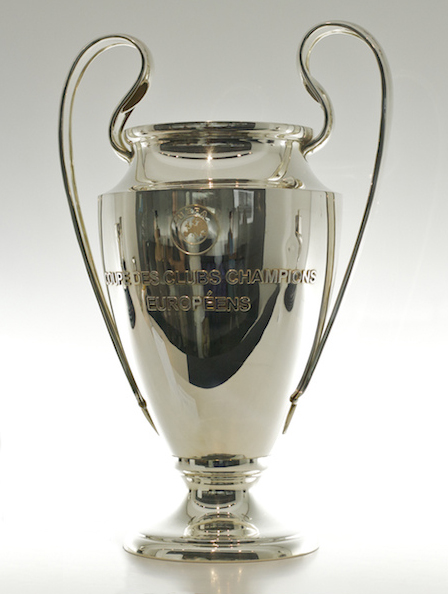
Trofeo de la Liga de Campeones de la UEFA.
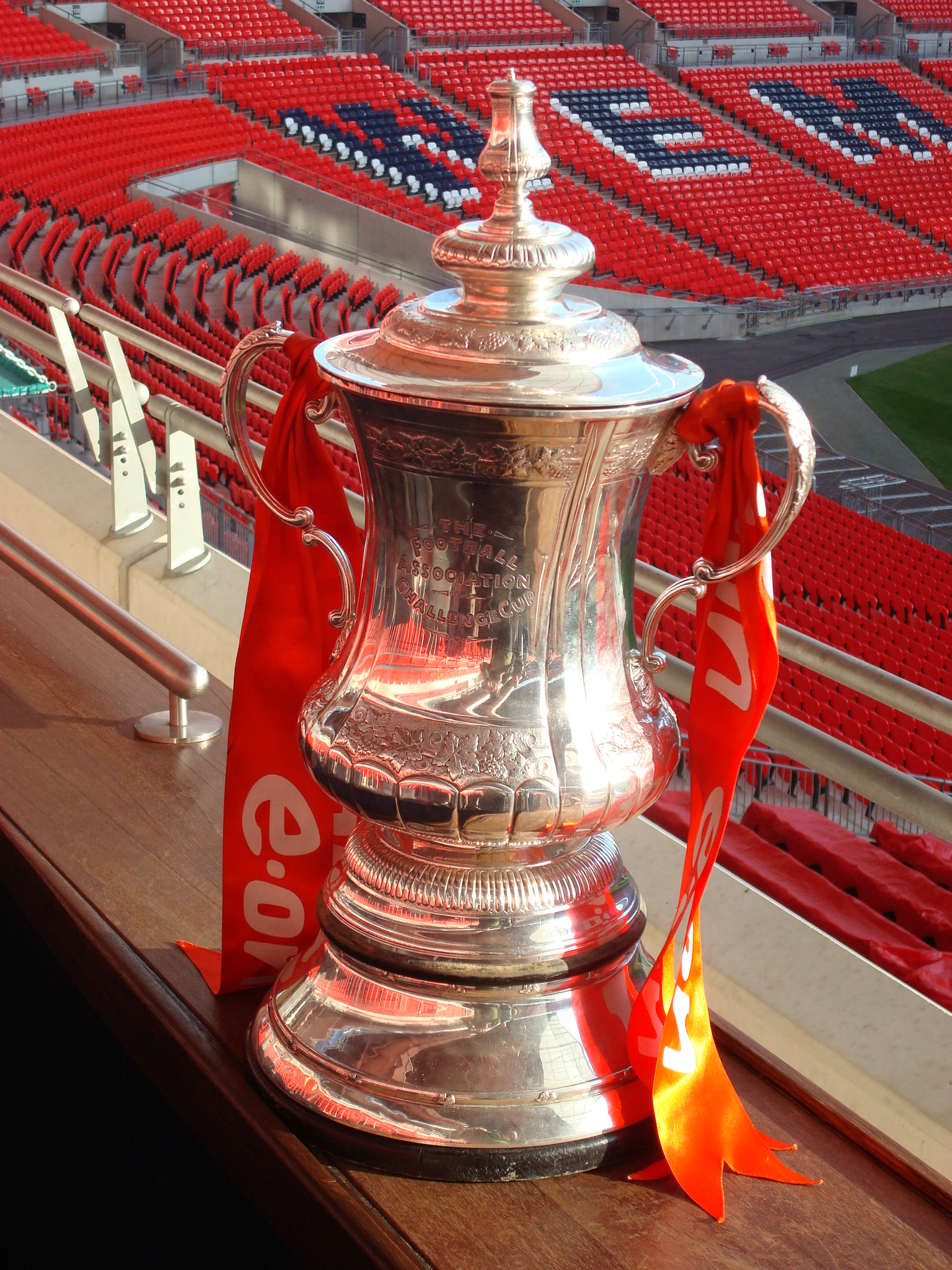
La FA Cup en el estadio.